# Acanthomyops clavigeroides
Acanthomyops clavigeroides é uma espécie de inseto do gênero Acanthomyops, pertencente à família Formicidae.